# Empresa de Transportes e Trânsito de Belo Horizonte
A Empresa de Transportes e Trânsito de Belo Horizonte S/A (BHTRANS), é uma "sociedade de economia mista municipal, dependente e de capital fechado". A empresa gerencia todo o planejamento e execução das políticas de mobilidade e trânsito da cidade de Belo Horizonte, Minas Gerais. O principal acionista da empresa é a Prefeitura de Belo Horizonte que detêm 98% do capital da BHTRANS. Os outros acionistas minoritários são a SUDECAP (Superintendência de Desenvolvimento da Capital) e a PRODABEL (Empresa de Informática e Informação do Município de Belo Horizonte S/A) ambos detêm, cada uma, 1% do capital da empresa.

## História
A BHTrans foi criada em 1991 pela Lei Municipal nº 5.953 sancionada pelo então prefeito da cidade, Eduardo Azeredo.
Ela é responsável pelo gerenciamento e fiscalização do sistema de transportes e do trânsito de Belo Horizonte, onde circulam diariamente mais de 1,7 milhão de veículos. Suas funções também são o planejamento e a implantação de ações operacionais no tráfego e no sistema viário da cidade; o gerenciamento e a fiscalização dos táxis, dos serviços de transportes coletivo e transporte escolar, e mais recentemente do transporte suplementar.
Foi pioneira no Brasil ao promover a licitação de concessões para táxi, em 1995, e a licitação de todo o sistema de transporte coletivo municipal, em 1998 e ao criar uma Unidade Integrada de Trânsito (UIT) em parceria com a Polícia Militar do Estado de Minas Gerais - PMMG.
Para adequar-se à nova estrutura administrativa da Prefeitura Municipal a empresa reorganizou a sua estrutura de funcionamento em fevereiro de 2001.